# HD 128311 b
HD 128311 b ist ein Exoplanet, der den Hauptreihenstern HD 128311 alle 458,6 Tage umkreist. Entdeckt wurde er von Butler et al. im Jahr 2002 mittels der Radialgeschwindigkeitsmethode. Der Planet umkreist seinen Stern in einer Entfernung von ca. 1,1 Astronomischen Einheiten.

## Weblink
- Planet HD 128311 b In: The Extrasolar Planets Encyclopaedia (englisch)